# Chitral (Staat)
Chitral (Urdu چترال Tschitral) war ein Fürstenstaat in Britisch-Indien, der sich im Jahre 1947 Pakistan anschloss und 1969 als gleichnamiger Distrikt komplett integriert wurde.

## Geschichte
Seit dem 16. Jahrhundert regierte in Chitral die Kator-Dynastie über 400 Jahre lang. Die Erbfolge wurde eher pragmatisch geregelt. Zum Mehtar (König) wurde derjenige, der es verstand den Thron zu erobern und der die Unterstützung des Adels genoss.
Im 19. Jahrhundert rückte das Königreich, wie viele andere indische Kleinkönigreiche, ins Interesse der Briten. Aber auch das Russische Reich von Norden und Afghanistan von Süden bedrohten das kleine Land.
Im Jahre 1876 schloss Amàn-ul-Mulk, der Mehtar von Chitral, ein Verteidigungsbündnis mit dem Maharadscha von Kaschmir und wurde somit faktisch dessen Vasall. Da aber der Maharadscha unter dem Einfluss der Briten stand, galt bald auch Chitral als Teil des britischen Machtbereiches. So wurde eine britische Vertretung in Gilgit, welches an der Grenze zwischen Kaschmir und Chitral gelegen ist, eingerichtet und der Mehtar regelmäßig mit Waffen, Munition und Geld versorgt, um dessen Herrschaft zu sichern. Zu Anfang beliefen sich die Zahlungen auf 6000 Rupien, wurden dann aber schrittweise auf 12.000 Rupien erhöht.
Im Jahre 1881 wurde die Vertretung in Gilgit aufgegeben, jedoch im Jahre 1889 wiedereröffnet. Zu diesem Zeitpunkt wurde auch die zugehörige Garnison vergrößert.
Als Amàn-ul-Mulk im Jahre 1892 verstarb, sicherte sich sein Sohn Afzahl die Macht in Chitral, indem er seine anderen Brüder ermordete oder ins Exil trieb. Dennoch gelang es ihm, die guten Beziehungen zu den Briten aufrechtzuerhalten. Aus diesem Grund auch verweigerten diese Nizam, einem Bruder Afzahls, der sich nach Gilgit geflüchtet und die Briten darum gebeten hatte, ihn als Herrscher in Chitral einzusetzen, die Unterstützung.
Im November kehrte Sher Afzul, ein Bruder Amàn-ul-Mulks, nach Chitral zurück und ermordete den seinen Neffen Afzahl, wodurch er die Macht an sich riss. Als Reaktion darauf beschloss die indische Regierung, Nizam bei der Eroberung der Macht in Chitral zu unterstützen. Als er mit 250 mit Gewehren bewaffneten Soldaten in Chitral einmarschierte, entsendete sein Onkel Sher Afzul 1200 Männer, um ihn aufzuhalten. Allerdings liefen diese geschlossen zu Nizam über, weshalb sich Sher Afzul schließlich dazu gezwungen sah, nach Afghanistan zu fliehen.
Im Jahre 1894 kehrte Amir, ebenfalls ein Sohn Amàn-ul-Mulks, nach Chitral zurück. Dieser hatte sich nach dem Tod seines Vaters in den Machtbereich Umra Khans, dem Herrscher von Jandul, geflüchtet und mit diesem die Übernahme der Macht in Chitral geplant. Als er nun zu seinem Halbbruder zurückkehrte, behauptete er, von Umra Khan gefangen gehalten worden und schließlich geflohen zu sein. Nachdem er so das Vertrauen Nizams gewonnen hatte, ermordete er ihn während der Falkenjagd und übernahm somit die Macht in Chitral.
Da sich aber nun Amir weigerte, sich Umra Khan unterzuordnen, marschierte dieser mit seinen Truppen in Chitral ein, besiegte die Soldaten Amirs und setzte den nach Afghanistan geflohenen Sher Afzul als Mehtar ein.
Als die Briten jedoch Umra Khan dazu aufforderten, Chitral mit seinen Truppen zu verlassen, weigerte dieser sich, so dass es zu heftigen Kämpfen zwischen britischen Truppen und denen Umra Khans kam. Zwar gelang es den Briten Shuja ul-Mulk, einen der Söhne Amàn-ul-Mulks, als neuen Mehtar von Chitral einzusetzen, doch wurde im Verlauf der Kampfhandlungen eine Kompanie der 14. Sikhs aufgerieben, weshalb sich die verbliebenen britischen Truppen gezwungen sahen, sich in das Fort Chitral zurückzuziehen, welches in der Folge von den Truppen Umra Khans belagert wurde.
Am 1. April überquerte Sir Robert Low mit annähernd 16.000 Soldaten die Grenze nach Chitral, um das dortige Fort aus der Belagerung durch die feindlichen Truppen zu befreien (Chitral-Expedition). Am 3. April gelang es den Briten, die feindlichen Kämpfer vom Malakand-Pass zu vertreiben, was den Soldaten ein weiteres Vorrücken ermöglichte, so dass das Fort Chitral befreit werden konnte. Der besiegte Umra Khan floh schließlich nach Afghanistan.
1947 schloss sich der Staat Chitral Pakistan an und wurde schließlich 1969 endgültig integriert.